# 탄소 행성

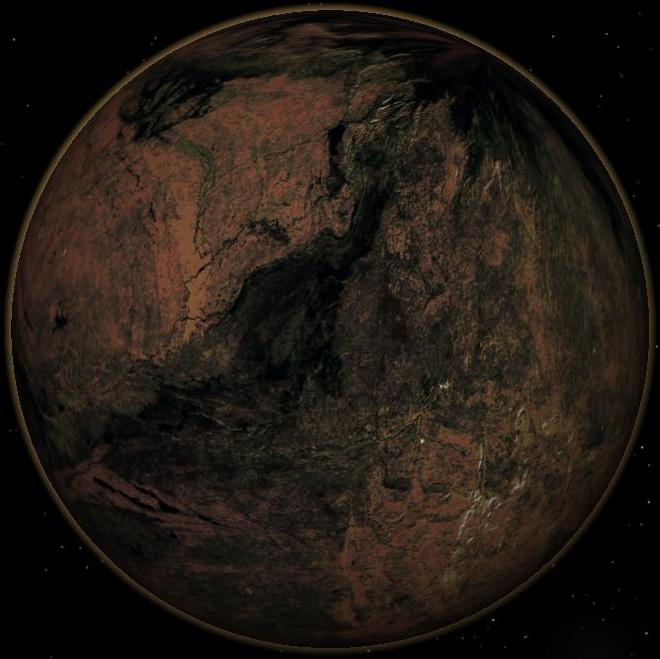
천체 예술가가 상상한 탄소 행성의 모습. 지표면은 어둡고 곳곳에 붉은 색의 지형이 보인다.

탄소 행성 또는 다이아몬드 행성은 미국의 천문학자인 마크 쿠츠너가 제시한 가상의 행성 형태이다. 천문학자 캐서리나 라더스는 목성이 탄소가 풍부한 중심핵으로부터 자라났다고 주장했다. 쿠츠너는 이 가설에 착안하여 2005년 최초로 이 단어를 사용했다. 이보다 이른 1987년에 페글리·캐머런이 산소 대 탄소비율이 높은 행성을 연구한바 있다. 행성과학에 따르면 이들의 생성 과정은 우리가 알고 있는 지구형 행성들(주로 규산염 광물로 이루어져 있다)과는 다른데, 원시행성계원반에 있던 물질 중 탄소 비율이 높을 경우 탄소행성이 태어나게 된다고 한다. 이 탄소행성 가설은 최초발표 이후 보강이 이루어졌고 천문학계의 지지를 받게 되었다. 산소 대비 탄소의 비율은 외계 행성계마다 제각각이며 이들에 비하면 태양계 행성들은 '산소 행성'으로 표현할 수도 있다. 게자리 55 e, 2011년 8월 25일 발견된 미확인행성 PSR J1719-1438 b이 탄소 행성 후보로 꼽히고 있다.

## 같이 보기
- 헬륨 행성
- 철 행성
- WASP-12b